# Elsworth (skipjack)
L' Elsworth est un skipjack  de la baie de Chesapeake, qui a été construit à Hudson, dans le Maryland, en 1901.
C'est un bateau de pêche traditionnel de la baie, sloop à deux voiles équipé d'une dérive. C'est l'un des 35 skipjacks traditionnels survivants de la baie de Chesapeake et membre de la dernière flotte de voile commerciale aux États-Unis.
Il appartient à l'Echo Hill Outdoor School (en) et est utilisé pour des excursions éducatives sur la Chester River (en) et la baie de Chesapeake. Echo Hill a acquis l'Elsworth en 1988 et l'a restauré à partir de 1996. L'Elsworth est conservé sur la jetée publique de Chestertown, dans le Maryland , aux côtés de la goélette Sultana.

Le skipjack est devenu Bateau d'État en 1985  
Elsworth a été inscrit au registre national des lieux historiques en 1985.

## Galerie

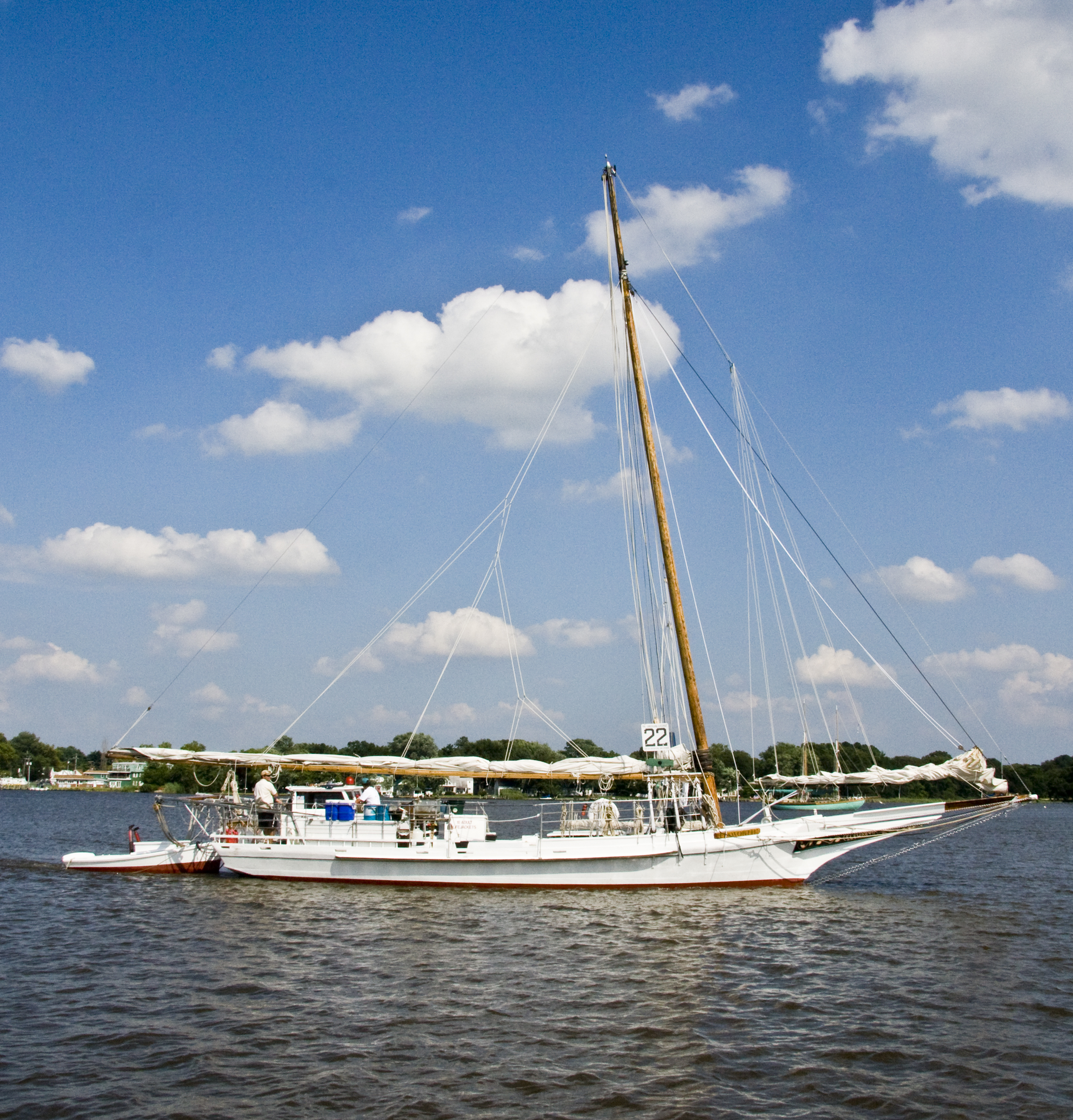
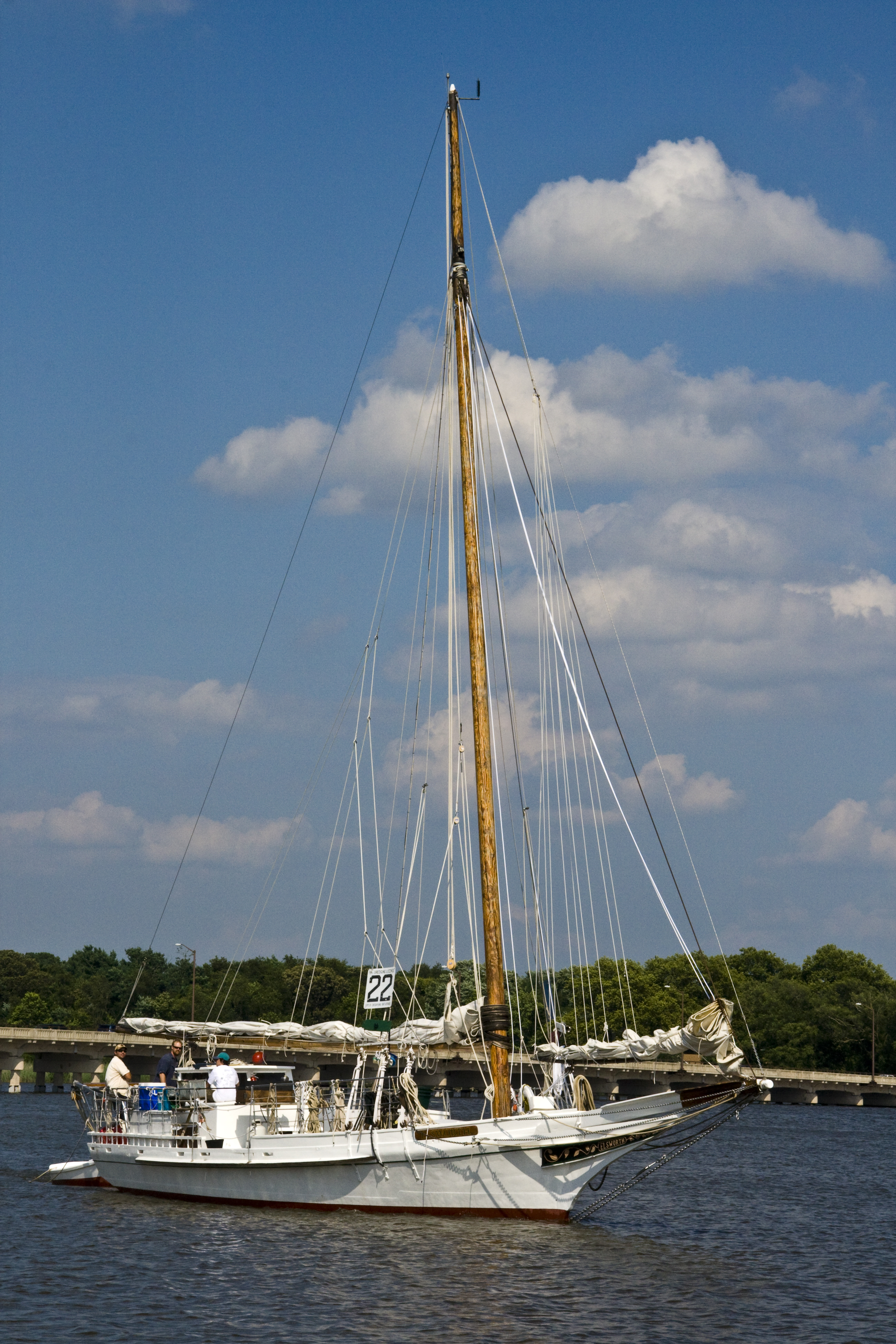